# Paulinho Guerreiro
Paulo José de Oliveira, mais conhecido como Paulinho Guerreiro, ou simplesmente Paulinho (São José dos Campos, 9 de abril de 1986), é um futebolista brasileiro que atua como atacante. Atualmente joga pelo São José-SP.

## Títulos
BK Häcken
- Copa da Suécia: 2015–16, 2018–19[3]

Hammarby IF
- Copa da Suécia: 2020–21

### Prêmios individuais
- Artilheiro do Campeonato Seuco: 2018 (20 gols)
- Atacante do ano da Allsvenskan : 2018